# 苏莱曼·克里莫夫
苏莱曼·阿布赛义多维奇·克里莫夫（俄語：Сулейма́н Абусаи́дович Кери́мов，1966年3月12日—），俄罗斯列茲金族，亿万富翁、寡头及政客，与弗拉基米尔·普京及车臣领导人拉姆赞·卡德罗夫關係密切。
1990年代起開始投身政界，並於1999年获得石油贸易公司Nafta Moskva的控制权。2000年代更从Sberbank和VTB等俄罗斯大型国有银行获得了数十亿美元的贷款。通过这些贷款，他成为Gazprom和Uralkali以及Sberbank的主要股东。2008年，他的财富已增值至210亿美元，2022年，其财富又降至110亿美元。
2008年，克里莫夫成為聯邦委員會达吉斯坦共和国選區的議員。2018年4月，他被美国财政部制裁。 2022年俄羅斯入侵烏克蘭之后，克里莫夫于2022年3月15日又再次被美国、英国和欧盟制裁。苏莱曼·克里莫夫的儿子赛义德·克里莫夫于2022年4月从Polyus董事会辞职，克里莫夫家族出售了大約價值63亿美元的公司股份，並且不再是Polyus的大股东。
苏莱曼·克里莫夫於2011年收购了馬哈奇卡拉安治足球會，随即再買入萨缪埃尔·埃托奥，使得他成为當時世界上收入最高的球员。2013年，克里莫夫突然大幅削减球队的资金，導致該俱樂部的不少球員被出售。